# Belež
Belež [bélež] je apnena barva, izdelane iz gašenega apna (kalcijev hidroksid, Ca(OH)2) ali krede kalcijevega karbonata (CaCO3).
Ljudje so jo uporabljali za beljenje, ker je bila najbolj dostopna. V današnjem času jo je zamenjal silikatni in akrilni omet, ki se lahko z organskimi in anorganskimi pigmenti obarva v vseh mogočih barvnih odtenkih.

### Osnovno beljenje
Apno na površini ometa ustvari čvrsto prevleko, ki varuje omet pred vplivi, ki pospešujejo njegovo razpadanje. Izenačuje grobo poroznost površine ometa in tako pripravi primerno podlago za nadaljnja slikopleskarska in slikarska dela. Za osnovno beljenje se apno pripravi v precej razredčenem stanju (apneno mleko), ker apno v tankem sloju ustvari močnejšo vezavo kot v debelem, ki postane krhek in nestabilen. Če nanesemo apno v predebelem oz. pregostem sloju, se zaradi slabe vezave pojavlja krhkost in nestabilnost tega sloja. Ta proces je le na videz enostaven, saj zahteva veliko vode, ker je apno potrebuje dosti za svojo vezavo, pa tudi podlaga je lahko grobo porozna in tako vpija vodo iz nanešenega sloja apna. Delo poteka v več fazah. Izvaja se na suh omet.

### Dajanje videza objektu
Slikanje z apnom se deli na tehnike stenskega slikarstva (tehnika fresco, apnena tehnika in tehnika secco) in tehnike slikanja v slikopleskarstvu (beljenje notranjih površin - pokrivno in barvno beljenje, beljenje zunanjih površin - fasade in barvanje na svež fasadni omet).